# Ilusionista
La labor de un ilusionista es la de presentar trucos de magia a una audiencia, lo que lo diferencia de un mago, es la forma en la que se aplican los trucos, mientras los magos se enfocan en darle un aspecto de fantasía y sobrenaturalidad a sus trucos, además ellos utilizan técnicas para crear ilusión a través de magia.
Los ilusionistas sorprenden al realizar acciones que desafían las leyes de la física y otras ciencias, resultando a simple vista inverosímiles. Entre aquellas acciones, se encuentran hacer aparecer o desaparecer objetos, provocar levitaciones, cortar una persona en dos, adivinar el pensamiento de los miembros del público, erizar la piel, etc.
Para el desarrollo de la presentación utilizan diferentes objetos tales como: cartas, monedas, pañuelos, pequeños animales (como palomas y conejos), cuerdas, cajas, etc.
Dentro de la magia existen diversas especialidades, entre las que destacan:
- Cartomagia, magia con cartas.
- Numismagia, magia con monedas.
- Mentalismo, consistente en adivinar el pensamiento.
- Escapismo, consistente en escapar desde un encierro físico o de otras trampas.
- Manipulación, hacer aparecer, desaparecer o transformar objetos ante los ojos del espectador.

Además se pueden clasificar por el lugar y el tipo de público ante el que es representado el ilusionista, pueden distinguirse diversos tipos de magia:
- Magia de cerca: Se realiza a corta distancia ante un número reducido de espectadores.
- Magia callejera: Tiene lugar al aire libre delante de los transeúntes.
- Magia de escena: Se desarrolla en escenarios de teatros, circos, etc.

## Características de un buen ilusionista
Entre los requisitos para convertirse en un buen ilusionista se necesitan largas horas de estudio y muchas horas de práctica para llegar a dominar cada uno de los trucos. El ilusionista debe ser también un buen comunicador para transmitir entusiasmo e ilusión a sus espectadores. En este sentido, en ocasiones llegan a tomar clases de arte dramático para mejorar  sus capacidades de interpretación. Además, debe tener sentido escénico para dotar a sus trucos de grandeza y causar la mayor sorpresa posible entre los espectadores.
El ilusionista  también ha de tener dotes de psicólogo para descubrir la mejor manera de engañar al público desviando su atención mediante sus gestos y palabras, haciendo que miren donde él desea, identificando al líder del grupo o provocando que recuerden algunas informaciones relevantes.[cita requerida]

## Salidas profesionales del ilusionista

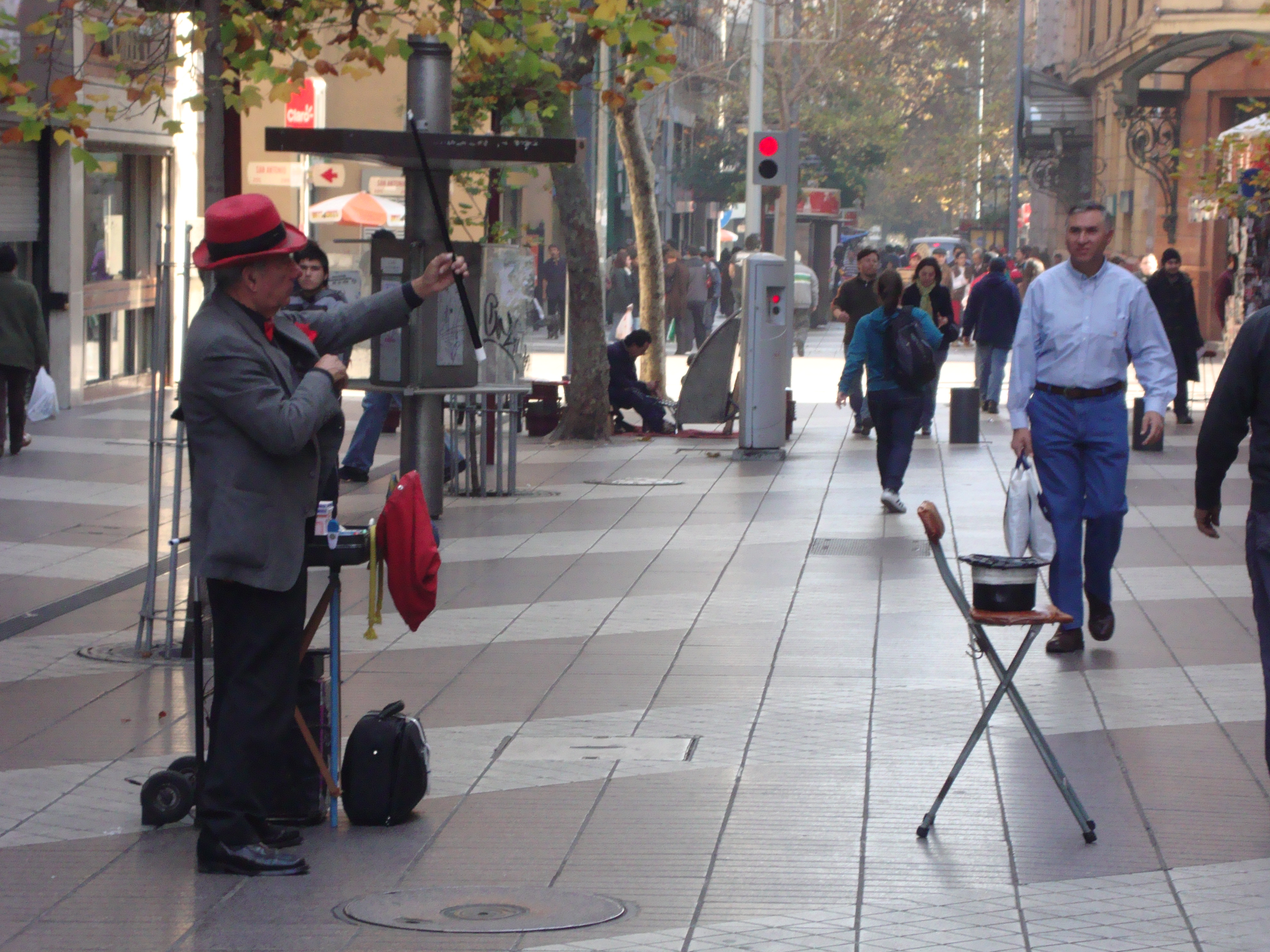
Prestidigitador callejero preparando su espectáculo en Santiago de Chile

Los ilusionistas son artistas que pueden realizar espectáculos en teatros, salas de fiestas, televisión, etcétera. Cobran por actuación y sus representaciones no son continuas a lo largo del año, en cambio se producen picos entre periodos anuales.  En Navidad, están especialmente solicitados para fiestas, cotillones o cenas de empresa. También actúan en convenciones o eventos profesionales.1[cita requerida]
La mayoría de los magos son aficionados y no viven de esta actividad. Realizan actuaciones esporádicas en ambientes íntimos o cobrando una tarifa inferior a los profesionales. Algunos desarrollan su actividad en la calle o hacen representaciones para públicos infantiles en colegios, hospitales, etc.[cita requerida]

## Ilusionistas históricos
- Houdini
- Jorge Blas
- David Copperfield